# 甜甜貓
《甜甜貓》（日语：スーキャット）是KnacK製作的日本電視動畫。自1980年4月6日至12月29日由東京12頻道播放，全40話。劇中所有角色都是擬人化的動物。

## 故事大綱
白貓蘇（スー）與家人失散而且失去記憶，為了找到家人，蘇努力地成為偶像歌手。在歷經種種困難後，終於與家人團聚。

## 製作團隊
- 企劃 - 王冠音樂藝能、Reading Pack
- 製作 - 西野聖市（KnacK）
- 原作、腳本 - 伊東恒久
- 統籌者 - 久岡敬史
- 總導演 - 四辻たかお
- 角色設計 - Front Publicity
- 音樂 - 井上忠也
- 美術監督 - 亀崎経史
- 攝影監督 - 森口洋輔
- 製作人 - 近藤伯雄（東京12頻道）、荻野宏（旭通信社）、西條克磨（KnacK）
- 編輯 - 三陽集體編輯室
- 音響製作、音響效果 - Ishida Sound Production
- 顯像所 - 東京現像所
- 演出助手 - 内田祐司
- 色彩設定 - 矢野怜子、山之内直美
- 製作擔當 - 戸井田博史
- 製作指導 - 吉田恵美子
- 製作 - 東京12頻道、旭通信社、KnacK

## 主題曲、劇中曲
片頭曲
「夢見るスーキャット」
作詞 - 伊藤皓 / 作曲 - 井上忠也 / 編曲 - Edison / 歌 - 鶴岡弥生
※關東地區放送版、當地版（節目販售版）全話共通。
片尾曲
「スーキャットソング」（Instrument）
作曲 - 井上忠也 / 編曲 - 渡辺博也 / 演奏 - The Nyanha Monhan
※關東地區版所使用。2001年單卷商品DVD化後，繼續於電影當中使用。
「青い風の日」
作詞 - 伊藤皓 / 作曲 - 井上忠也 / 編曲 - Edison / 歌 - 鶴岡弥生
※於當地版（節目販售版）中所使用。2008年將其DVD商品化，全話共通及電影當中使用。
劇中曲
「どうでもいいじゃない」
作詞 - 伊藤皓 / 作曲 - 井上忠也 / 歌 - 伊集加代子、モガ
※資料顯示為「歌 - 鶴岡弥生」版而存在，在本劇中並未使用。
「んー・ジャンピングニャン」
作詞 - 四辻たかお / 作曲 - たきのえいじ / 歌 - 鶴岡弥生
「月夜はきらい」
作詞 - 宇山清太郎 / 作曲 - 臼井邦彦 / 歌 - 鶴岡弥生
※原本是1978年所發行的單曲內的一首歌。
上述主題曲、劇中曲內的EP唱片皆由王冠唱片（現：日本Crown）發行販售。
「スーキャットのジングルベル」
作詞 - 大矢弘子 / 作曲 - 井上忠也 / 歌 - 鶴岡弥生
以上的插入曲並未收錄在唱片中。

## 印象歌曲
「スーキャットソング」
發行 - 1979年4月 / 演奏 - The Nyanha Monhan
以真實貓咪的聲音進行取樣製作而成的迪斯可歌曲。
「ダウン・タウン・ビリー」（B面）
作曲 - 井上忠也
「スーキャットソング Part.2」
作詞 - 千　愛里 / 作曲 - 井上忠也 / 歌 - 鶴岡弥生
發行 - 1979年8月 / 演奏 - The Nyanha Monhan
※使用關東地區放送版的片尾曲「Instrument版」（使用鍵盤等敲出的旋律進行演奏、歌唱）。
「屋根の上のララバイ」（B面）
作曲 - 井上忠也 / 歌 - 鶴岡弥生
※以上的樂曲皆由王冠音樂（王冠唱片）進行商品化。

## 各話列表
| 話數 | 標題 | 演出       | 作畫監督 | 放送日   |
| ---- | ---- | ---------- | -------- | -------- |
| 1    |      | 四辻たかお | 昆進之介 | 4月6日   |
| 2    |      | 四辻たかお | 昆進之介 | 4月13日  |
| 3    |      | 吉田浩     | 昆進之介 | 4月20日  |
| 4    |      | 岡迫和之   | 村田四郎 | 4月27日  |
| 5    |      | 立場良     | 江沢聖二 | 5月4日   |
| 6    |      | 四辻たかお | 村田四郎 | 5月11日  |
| 7    |      | 岡迫和之   | 昆進之介 | 5月18日  |
| 8    |      | 四辻たかお | 昆進之介 | 5月25日  |
| 9    |      | 立場良     | 江沢聖二 | 6月1日   |
| 10   |      | 四辻たかお | 昆進之介 | 6月8日   |
| 11   |      | 四辻たかお | 昆進之介 | 6月15日  |
| 12   |      | 吉田浩     | 村田四郎 | 6月22日  |
| 13   |      | 四辻たかお | 昆進之介 | 6月29日  |
| 14   |      | 寺田けんじ | 昆進之介 | 7月6日   |
| 15   |      | 四辻たかお | 昆進之介 | 7月13日  |
| 16   |      | 吉田浩     | 昆進之介 | 7月20日  |
| 17   |      | 岡迫和之   | 昆進之介 | 7月27日  |
| 18   |      | 立場良     | 江沢聖二 | 8月3日   |
| 19   |      | 四辻たかお | 昆進之介 | 8月10日  |
| 20   |      | 吉田浩     | 村田四郎 | 8月17日  |
| 21   |      | 四辻たかお | 昆進之介 | 8月24日  |
| 22   |      | 吉田浩     | 村田四郎 | 8月31日  |
| 23   |      | 四辻たかお | 昆進之介 | 9月7日   |
| 24   |      | 立場良     | 江沢聖二 | 9月14日  |
| 25   |      | 四辻たかお | 昆進之介 | 9月21日  |
| 26   |      | 吉田浩     | 昆進之介 | 9月28日  |
| 27   |      | 岡迫和之   | 昆進之介 | 10月5日  |
| 28   |      | 四辻たかお | 昆進之介 | 10月12日 |
| 29   |      | 四辻たかお | 昆進之介 | 10月19日 |
| 30   |      | 立場良     | 江沢聖二 | 10月26日 |
| 31   |      | 岡迫和之   | 昆進之介 | 11月2日  |
| 32   |      | 四辻たかお | 昆進之介 | 11月9日  |
| 33   |      | 四辻たかお | 昆進之介 | 11月16日 |
| 34   |      | 布上善夫   | 昆進之介 | 11月23日 |
| 35   |      | 吉田浩     | 昆進之介 | 11月30日 |
| 36   |      | 四辻たかお | 昆進之介 | 12月7日  |
| 37   |      | 立場良     | 昆進之介 | 12月14日 |
| 38   |      | 吉田浩     | 昆進之介 | 12月21日 |
| 39   |      | 四辻たかお | 昆進之介 | 12月28日 |
| 40   |      | 四辻たかお | 昆進之介 | 12月29日 |

※上述的話數於關東地方放映時為1回1話15分；全40回。關西地方則是2話連續30分的形式進行放映；全20回。